# Eaten Back to Life
| Críticas profissionais | Críticas profissionais |
| Avaliações da crítica  | Avaliações da crítica  |
| Fonte                  | Avaliação              |
| ---------------------- | ---------------------- |
| Sputnik                | 3.5 de 5 estrelas.     |

Eaten Back to Life é o álbum de estreia da banda de death metal norte-americana Cannibal Corpse, lançado em 17 de Agosto de 1990 pela editora Metal Blade Records.
Este álbum teve influências de thrash metal mais fortes do que nos lançamentos seguintes, assim como um estilo vocal diferente. A sonoridade death metal, que é marca registrada da banda, veio a aparecer no lançamento seguinte, Butchered at Birth.
O álbum foi banido na Alemanha — versões censuradas da capa não foram disponibilizadas, mas o banimento acabou em junho de 2006 — e em outros países por causa da capa violenta e da natureza extrema das letras. Glen Benton do Deicide e Francis H. Howard do Opprobrium (então conhecido como Incubus) fizeram backing vocals em "Mangled" e "A Skull Full of Maggots".
A seguinte declaração pode ser encontrada no interior do encarte do álbum: "Este álbum é dedicado à memória de Alferd Packer, o primeiro canibal americano (R.I.P.)".
A versão remasterizada inclui "Born in a Casket (Live)" bem como uma capa com cor menos saturada, um novo esquema de texto para o título, e um esquema de texto da era-Fisher na banda.

## Faixas
Todas as músicas compostas por Cannibal Corpse.
| N.º            | Título                                 | Letras                     | Duração |  |
| 1.             | "Shredded Humans"                      | Barnes, Jack Owen          | 5:11    |  |
| 2.             | "Edible Autopsy"                       | Barnes                     | 4:32    |  |
| 3.             | "Put Them to Death"                    | Barnes                     | 1:50    |  |
| 4.             | "Mangled"                              | Barnes, Paul Mazurkiewicz  | 4:29    |  |
| 5.             | "Scattered Remains, Splattered Brains" | Barnes, Owen               | 2:34    |  |
| 6.             | "Born in a Casket"                     | Barnes                     | 3:20    |  |
| 7.             | "Rotting Head"                         | Barnes, Owen               | 2:26    |  |
| 8.             | "The Undead Will Feast"                | Barnes, Owen, Alex Webster | 2:49    |  |
| 9.             | "Bloody Chunks"                        | Barnes                     | 1:53    |  |
| 10.            | "A Skull Full of Maggots"              | Barnes                     | 2:06    |  |
| 11.            | "Buried in the Backyard"               | Barnes                     | 5:11    |  |
| Duração total: | Duração total:                         | Duração total:             | 36:21   |  |

## Créditos
- Chris Barnes  — vocal
- Alex Webster  — baixo
- Paul Mazurkiewicz  — bateria
- Jack Owen  — guitarra
- Bob Rusay  — guitarra